# Sindupaten
Sindupaten is een bestuurslaag in het regentschap Wonosobo van de provincie Midden-Java, Indonesië. Sindupaten telt 3259 inwoners (volkstelling 2010).